# ورکیرن
ورکیرن (به فرانسوی: Vercoiran) یک کمون در فرانسه است که در Canton de Buis-les-Baronnies واقع شده‌است.

## خصوصیات
ورکیرن ۱۹٫۹۵ کیلومترمربع مساحت و ۱۲۵ نفر جمعیت دارد و ۶۸۱ متر بالاتر از سطح دریا واقع شده‌است.